# Бейт-Шеан

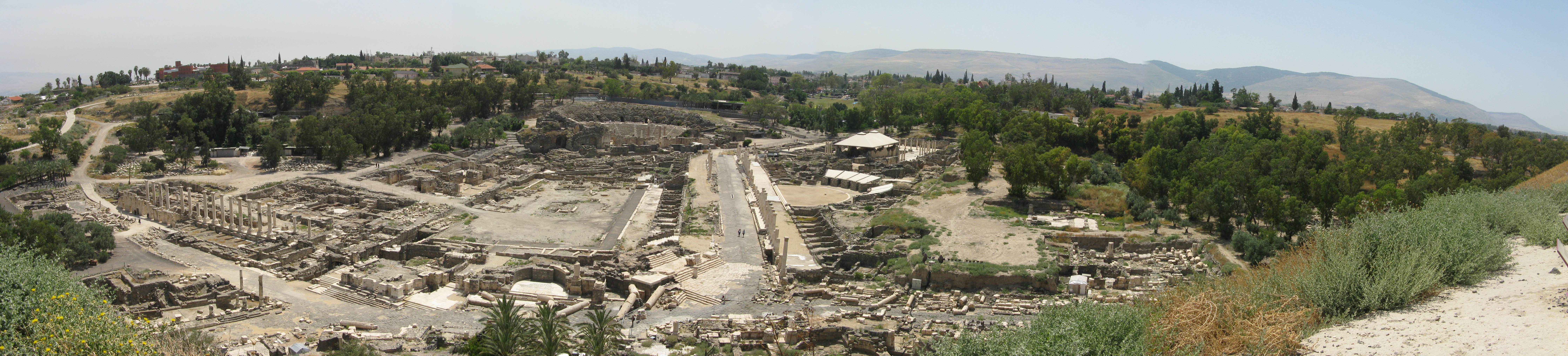
Панорама древнего Бейт-Шеана

Бейт-Шеан, Бет-Шеан (ивр. בית שאן‎, устар. Бефсан; др.-греч. Σκυθόπολις — Скифополис; араб. بيسان‎ — Бисан) — город в Северном округе Израиля. Город расположен в Иорданской долине примерно в 25 км к югу от Тивериадского озера.
Город был египетским административным центром в XV—XII веках до н. э.; неоднократно упоминается в Библии (в Синодальном переводе — Бефсан, Вефсан).

## Национальный парк Скифополис
В городе расположен национальный парк на месте археологических раскопок древнего Бейт-Шеана. Скифополис — один из городов Декаполиса (десять эллинистических городов, объединённых римским полководцем Помпеем в отдельную административную единицу).
Комплекс включает римский театр, термы, колоннады на двух перекрещенных центральных улицах (кардо и декуманус). На кардо расположена полукруглая площадь, известная как Сигма, на которой в древности располагались крытые лавки. На территории комплекса сохранилось немало напольных мозаик. По правую сторону кардо (которую на основании найденной неподалёку надписи IV в. н. э. называют улицей Палладиуса) стоят колонны с капителями ионического ордера, а по левую — колонны коринфского ордера. Колонны театра также увенчаны капителями коринфского ордера.
В 2000 году Бейт-Шеан был внесен в предварительный список объектов всемирного наследия ЮНЕСКО.

## Этимология
Древнееврейское название ивр. בית שאן‎ Бейт-Шеан (Бефсан, Вефсан) толкуется как «дом покоя».
Эллинистическое название города (греч. Σκυθόπολις — Скифополис), по одной из версий, связано со скифскими воинами-ветеранами, которых поселили эллинистические цари в плодородной области вокруг города на обильных пастбищах для коней. По другим представлениям, греки просто желали передать по созвучию некое местное название. Плиний Старший в I в. (V, 18, 74) связывал название города со скифами — спутниками Диониса. Также существует гипотеза, что в период Ассирийских войн здесь был оставлен отряд скифов и это место некоторое время являлось базой для их дальнейших набегов; часть населения области сохранила память о вторжении скифов и считало себя их потомками, поэтому в III веке до н. э. город был назван греками Скифополем, а найденные при раскопках лагерь и кладбище принадлежат скифам (кладбище - для погибших от эпидемии).
Иоанн Малала (V, 139—140) в VI в. писал, что город был известен также под названием Трикомия («три деревни»), что говорит о его синойкизме (слиянии) из первоначальных трех поселений.
Город носил также двойное название Ниса-Скифополь. Ниса — название местности, где по некоторым из версий древнегреческого мифа о Дионисе, Зевс скрывал его от гнева Геры.

## История
Древний город Скифополь (Бейт-Шеан), расположенный к югу от озера Кинерет, западнее реки Иордан, имел важное географическое положение на стыке долины Харод и долины Иордана. По долине Иордана на юг к Красному морю проходил древний торговый путь, Via Regia (Царская дорога). Долина Харод соединяет долину Иордана с побережьем Средиземного моря, вдоль берега которого проходил другой древний путь — Via Maris (Морская дорога). Бейт-Шеан находился на стыке Царской дороги и главного ответвления к Морской дороге. Скифополь занимал центральное положение в сети римских дорог, ведших от Скифополя в Аравию через Пеллу и Герасу, в Дамаск и в порт Птолемаида (Акко).
Топографической доминантой Бейт-Шеана является курган (телль), который поднимается на высоту около 80 м над уровнем реки Харод. Телль Бейт-Шеан, или Телль-эль-Хуш («Курган крепости»), имеет крутые склоны и ограниченный доступ только вдоль седла, повышающегося от подошвы на северо-запад. С вершины открывается вид на плодородную долину Бейт-Шеана с её многочисленными прудами и широко раскинувшуюся долину реки Иордан.
Место было непрерывно населено с древнейших времен, в древнейшем раскопанном городском слое находятся энеолитические землянки.
Предположительно, ханаанейское поселение, расположенное на кургане, отождествляется с городом, упоминаемым как Асан в «текстах проклятий» (англ. Execration texts).
После покорения Ханаана фараоном Тутмосом III в XV веке до н. э. город на триста лет стал египетским административным центром. Был полностью перестроен при фараонах XIX династии (1292—1186 до н. э). Здесь была найдена статуя Рамсеса II и две стелы периода Сети I.
Город был упомянут и в египетских надписях из Телль-Амарны времен Эхнатона.
Вслед за вторжением народов моря Египет потерял власть над регионом и после пожара, произошедшего ок. 1150 года до н. э., египетские здания больше не восстанавливались.
Город неоднократно упоминается в Библии (в Синодальном переводе — Бефсан, Вефсан). В Синодальном переводе Книги Судей упомянут как «Бефсан, [который есть Скифополь]» (Суд. 1:27). В Библии Бейт-Шеан фигурирует сначала как ханаанский город, который колено Манассии не смогло завоевать из-за наличия у хананеев железных колесниц; затем как филистимский город, на воротах которого было повешено тело погибшего в битве при Гелвуе (Гильбоа) царя Саула (1Цар. 31:1—10); затем как город в составе Израильского царства Соломона (3Цар. 4:12—10). Также в Библии упоминается «город Скифов», у которого стоял лагерем Олоферн (Иудф. 3:10) и «город Скифов, отстоящий от Иерусалима на шестьсот стадий» (2Мак. 12:29).
Бейт-Шеан упоминается в надписи Карнакского храма среди других городов, подвергшихся разграблению во время похода фараона Шешонка I на Иудею около 925 года до н. э.; был полностью разрушен во время ассирийского завоевания Северного Израильского царства Тиглатпаласаром III около 732 года до н. э.
После распада империи Александра Македонского (323 до н. э.) город достался Птолемеям. В это время город назывался также и Ниса (по названию мифического места рождения бога Диониса), а культ Диониса стал главным культом города (это был также и важнейший культ Птолемеев). Раскопками открыты остатки храма Диониса.
В 218 г. до н. э. город добровольно перешёл под власть Селевкидов (Антиоха III), но после поражения последнего в битве при Рафии (217 год до н. э.), по мирному договору был возвращен Птолемеевскому Египту. Затем находился под властью иудейского царя Александра Янная (103—76 до н. э.) из рода Хасмонеев.
Помпей привел город под власть Рима, но оставил ему самоуправление, как и другим городам Декаполиса. Габиний перестроил город. Иосиф Флавий назвал Нису-Скифополь крупнейшим городом Декаполиса — Десятиградья (Bel. Iud. III, 446).
Веспасиан сделал город своей базой в его операциях против еврейских повстанцев летом 64 года н. э.
Значение города возросло в начале V века, когда римская провинция Палестина была разделена на три отдельные провинции, и Скифополь стал столицей Палестины II (до 409 г.). Провинция охватывала территории Галилеи и северной Самарии вокруг Тивериадского озера, включая Заиорданье.
Окрестности Бейт-Шеана славились высокими урожаями. В III веке рабби Шимон бен Лахиш говорил о плодородии города: «Если рай находится на земле Израиля, то его вход — Бейт-Шеан». В начале V в. монахи-оригенисты, бежавшие из Египта, решили поселиться в Бейт-Шеане, потому что многочисленные пальмы давали им сырье для торговли, производства веревок и корзин. Осадков в регионе Бейт-Шеана мало, город находится на краю пустыни, простирающейся на восток в Галаад, и на юг, в Негев. Однако, изобилие и бесперебойная подача воды обеспечивались более чем 30 природными источниками, дававшими более 130 млн м³ воды в год, что было достаточно для орошения всего региона.
В римский и ранневизантийский периоды Скифополь был крупным торговым центром. Его водоснабжение, окрестные пастбища и торговые связи сделали его особенно подходящим для производства тканей. Эдикт Диоклетиана о ценах перечисляет пять местных «брендов» тканей, и скифопольские стоят на первом месте. Эдикт (374) упоминает государственную льняную фабрику для нужд армии в Скифополе (linyphia) и подразумевает различие между «linteones» (рабы на государственной фабрике), и «linyfos» (льняные ткачи).
В 359 году н. э. в городе состоялся Скифопольский процесс над обвиняемыми в преступлениях против императора Констанция II.
В ранневизантийский период в городе проживали 4 этноконфессиональные группы: христиане, язычники, иудеи, самаритяне. Первые две были в основном грекоязычными, отчасти латиноязычными, но среди язычников были и приверженцы восточных богов. Между общинами существовали достаточно напряженные отношения. Христианизация победила в течение V века, но общины иудеев и самаритян остались и в дальнейшем влиятельными меньшинствами.
В VI веке здесь жил Кирилл Скифопольский — один из важнейших писателей монашеской традиции Палестины.
В VII веке город, как и вся Палестина, был завоёван арабами. Но его материальная культура во многом и при Омейядах сохраняла прежний облик. Настоящей катастрофой для Скифополя стало одно из землетрясений VIII века, разрушившее город. Именно тогда упали значительные участки колоннад, раскопанные археологами. Их можно увидеть сегодня, посетив территорию заповедника.
Во время британского мандата в Палестине Бисан был арабской деревней. Еврейская община прекратила своё существование во время арабского восстания 1936—1939 годов. В январе 1948 года, во время первого этапа арабо-израильской войны 1947—1949 годов арабское руководство Бисана пыталось достигнуть договора с евреями, но переговоры были запрещены верховным арабским комитетом, местность была занята арабским легионом. Во время последующей блокады района и боев, часть населения, в первую очередь богатые семьи, бежали. В мае Бисан был занят «Хаганой», а к концу месяца оставшееся арабское население было вывезено в Назарет.
С июня 1949-го поселение было основано заново под именем Бейт-Шеан. В 1950—1960-х годах здесь селились еврейские беженцы из стран Магриба, Ирака и Ирана.
Во время Войны на истощение из-за систематических артиллерийских обстрелов со стороны Иордании было временно введено затемнение.
В 1999 году Бейт-Шеан получил статус города.
С 2016 года Бейт-Шеан стал конечной станцией восстановленной Железной дороги Долины. Дорогу планируется продлить через территорию Иордании и Саудовской Аравии.
Среднемесячная зарплата работника в 2019 году составила 6994 шекеля (в среднем по стране: 9745 шекелей).

## Население
По данным Центрального статистического бюро Израиля, население на начало 2020 года составляло 18 464 человека.
Это самый маленький город Израиля по численности населения; Это также единственный город с населением менее 20 000 человек.

## Галерея

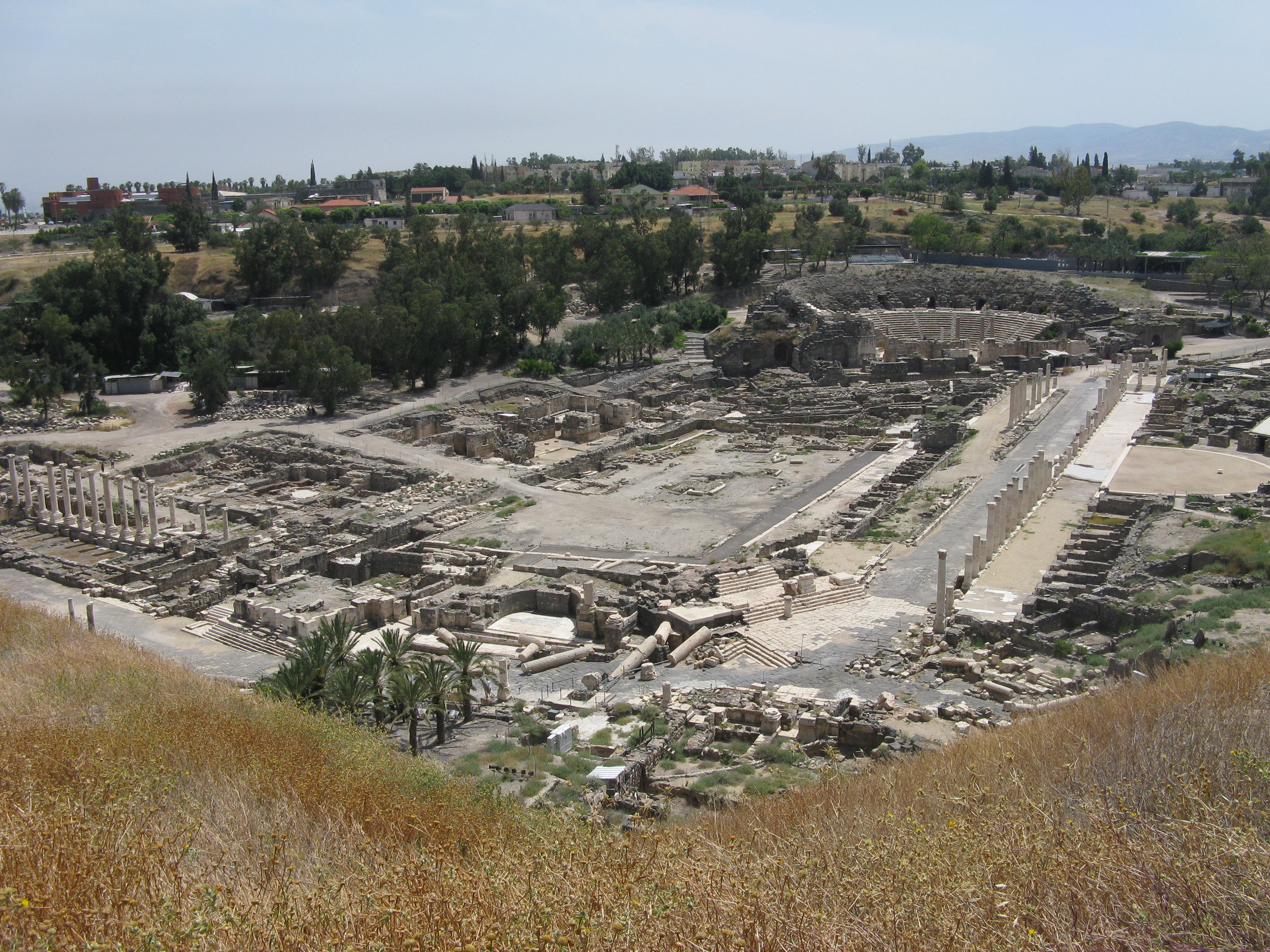
Древний Бейт-Шеан. Вид с холма
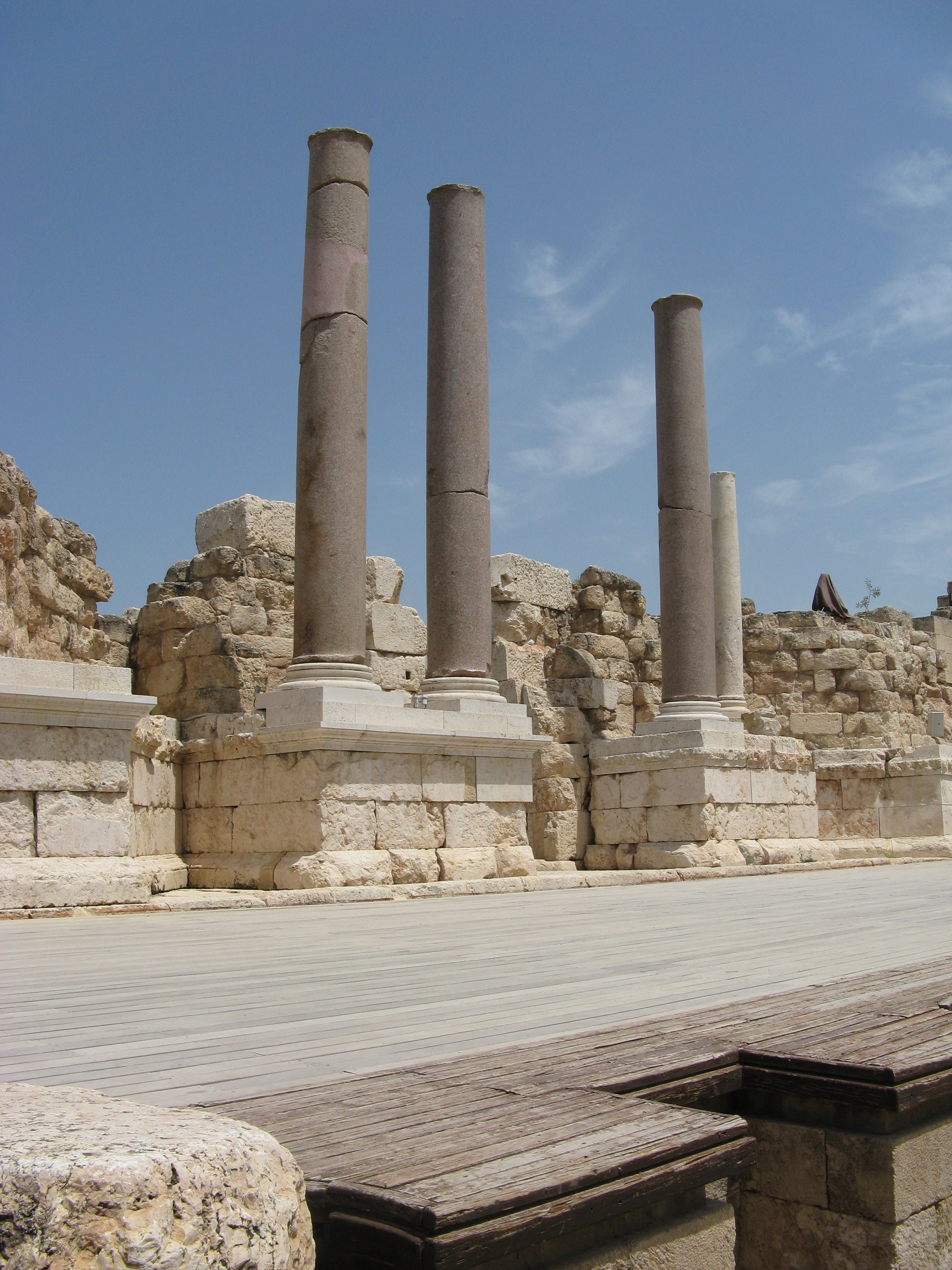
Сцена римского театра
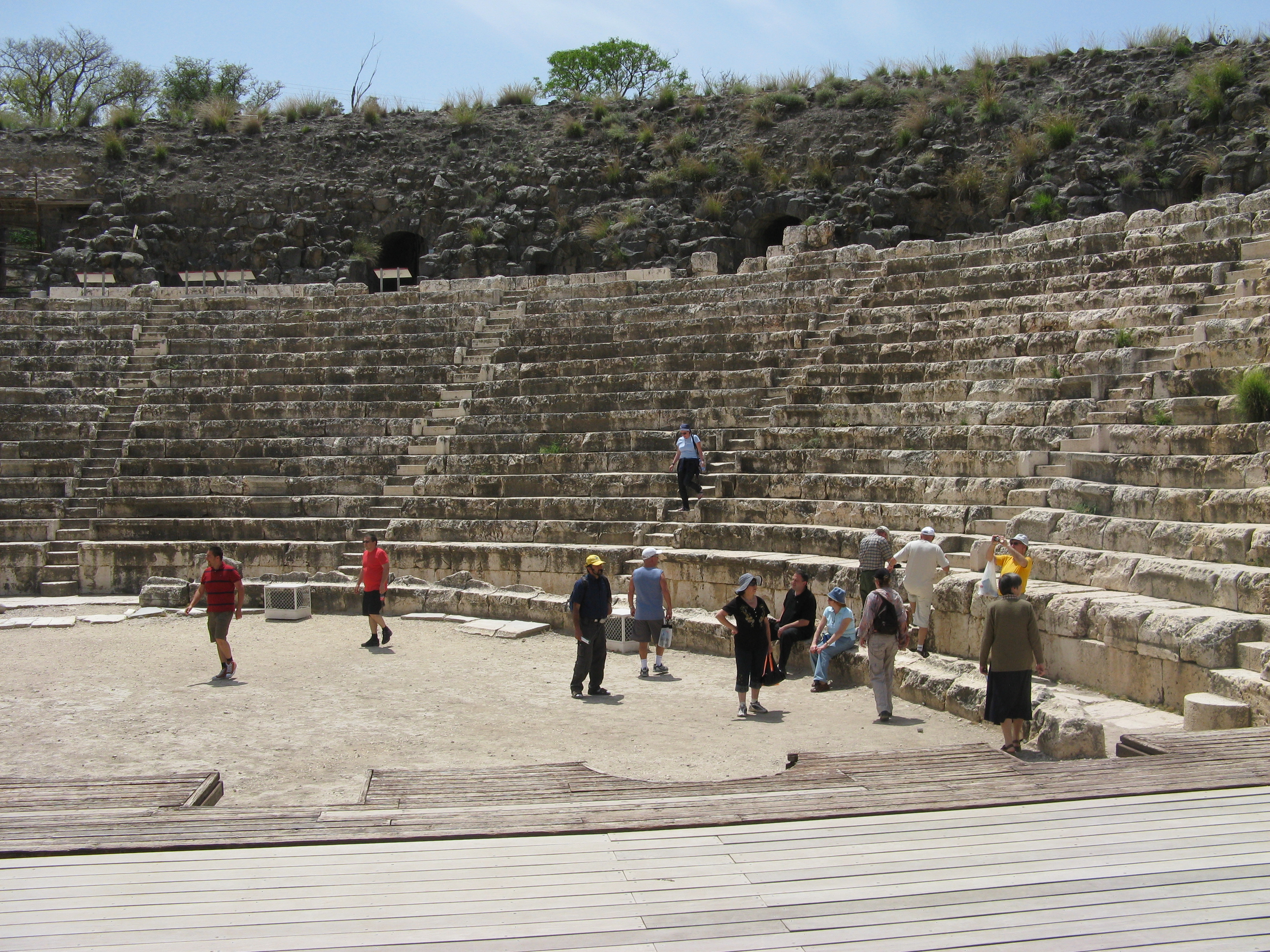
Древний римский театр
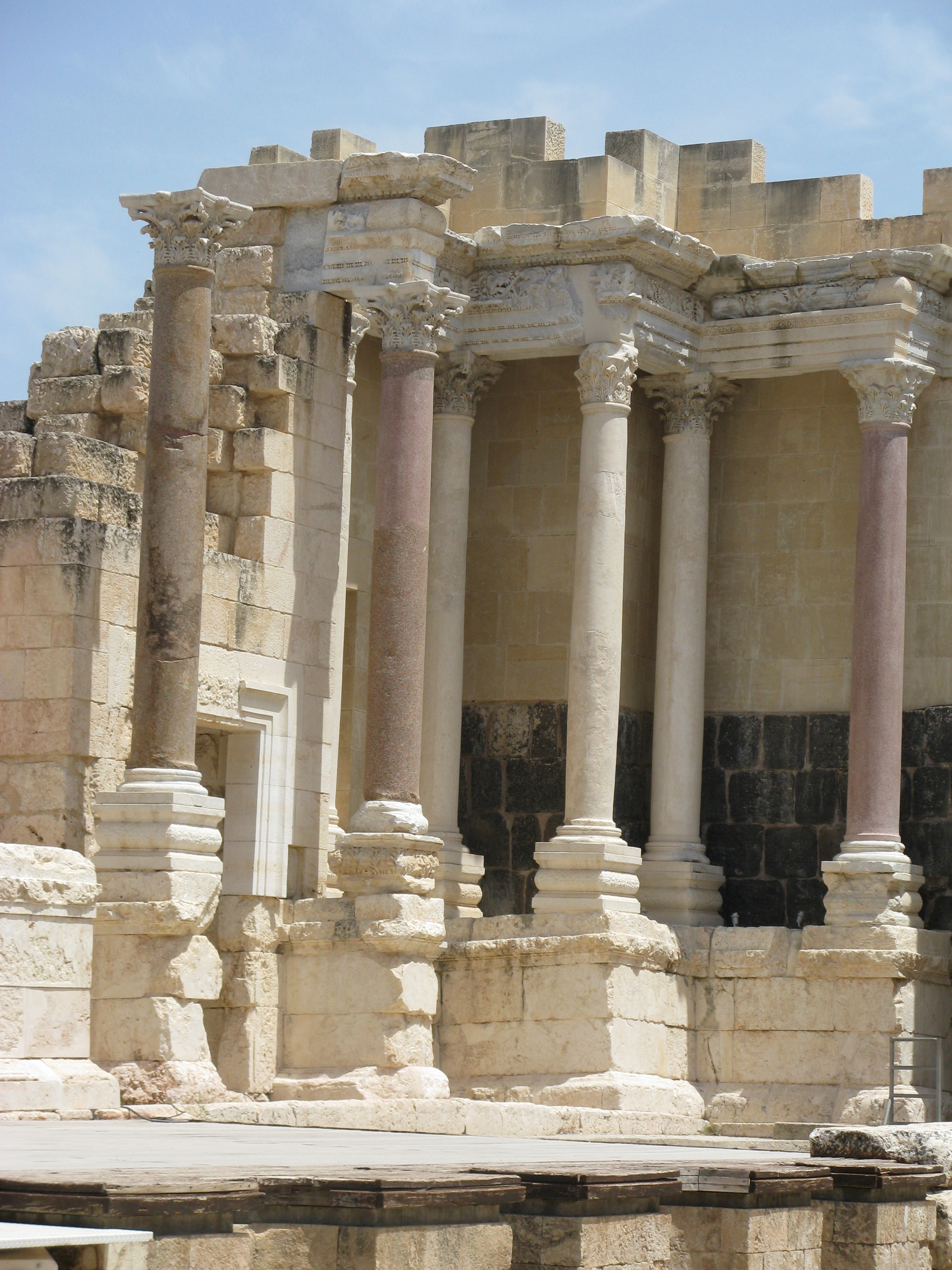
Сцена древнего римского театра. Колонны Коринфского ордера
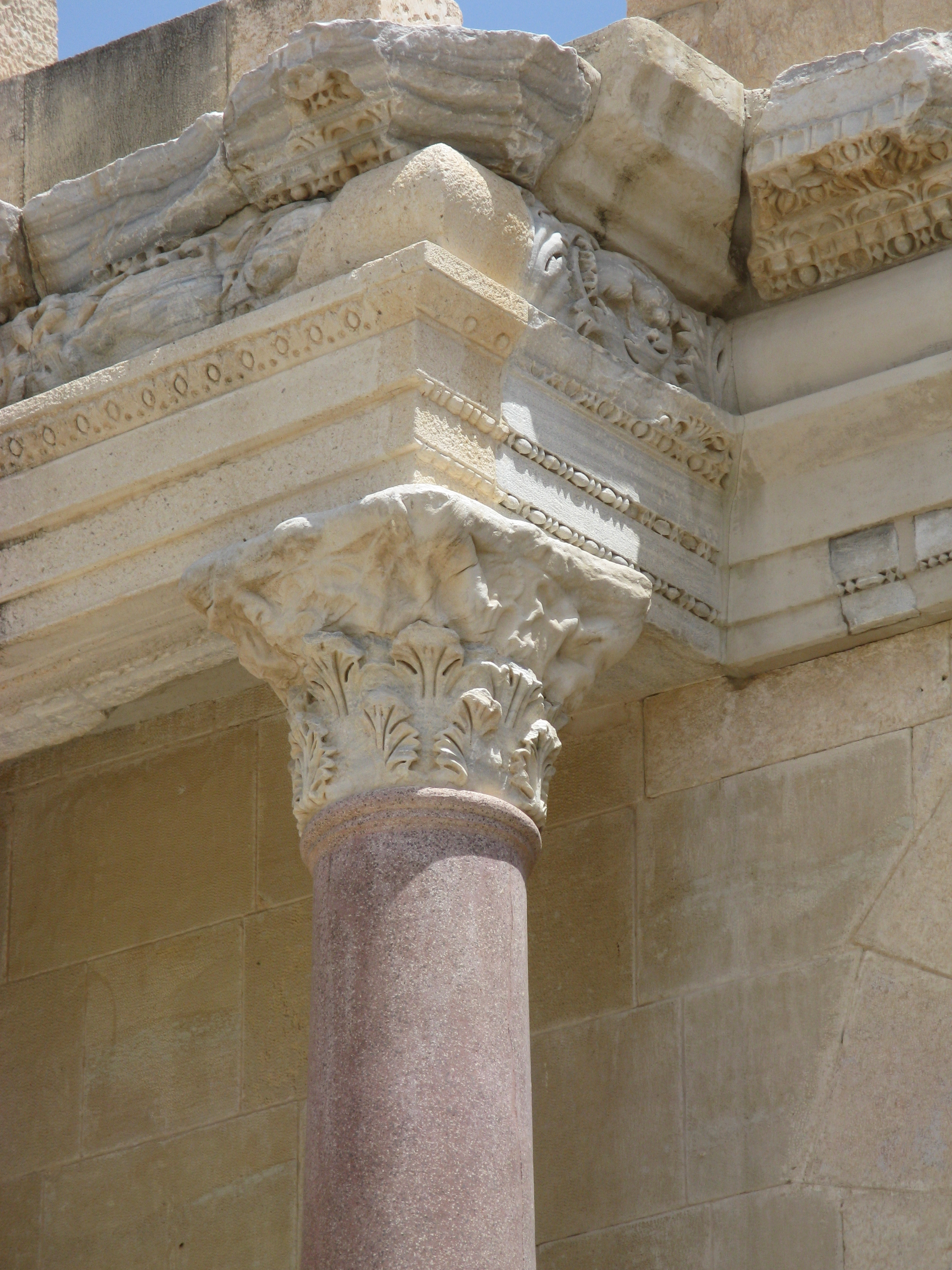
Колонна с капителью Коринфского ордера
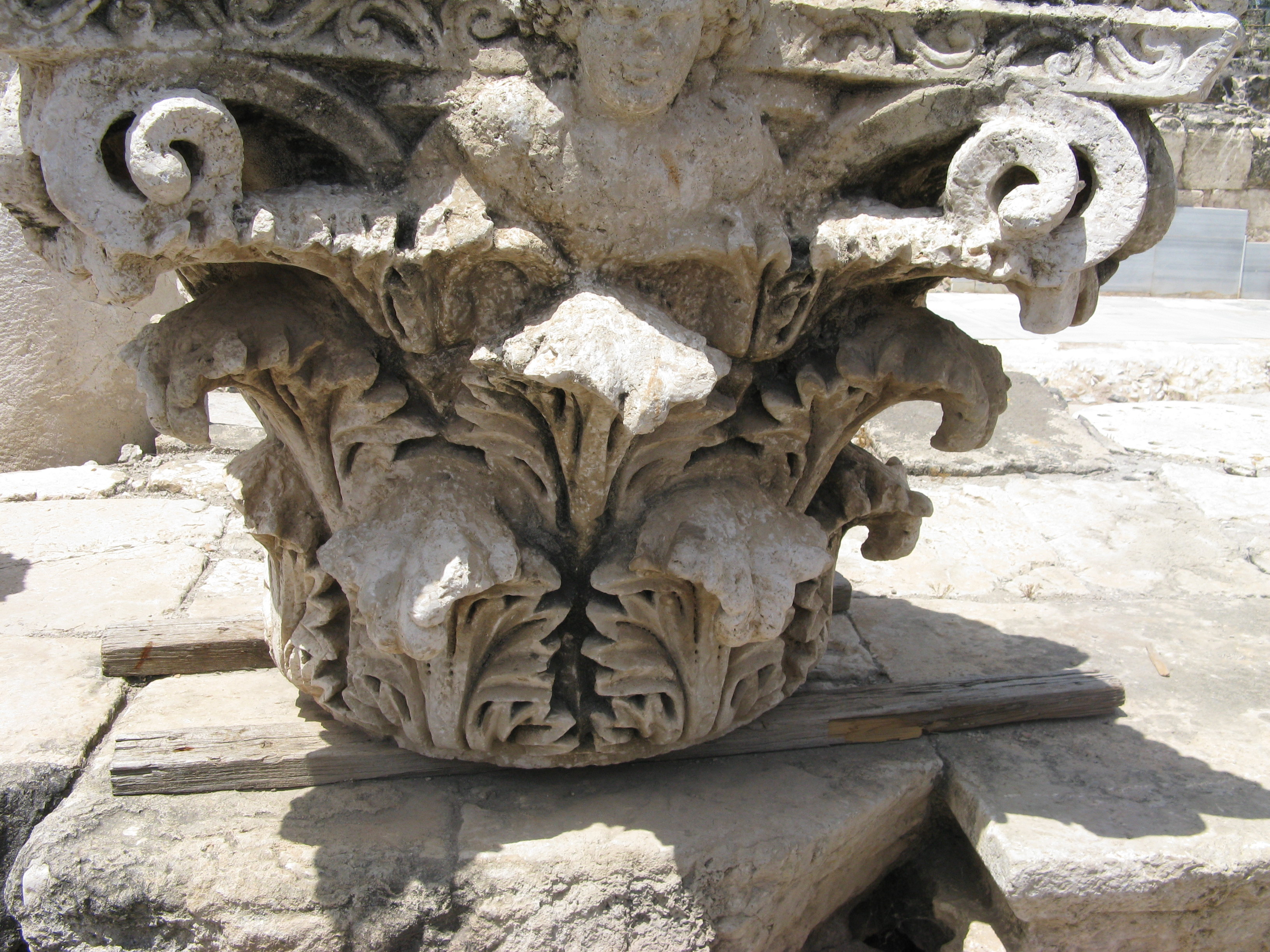
Капитель Коринфского ордера, покоящаяся на улице Палладиус
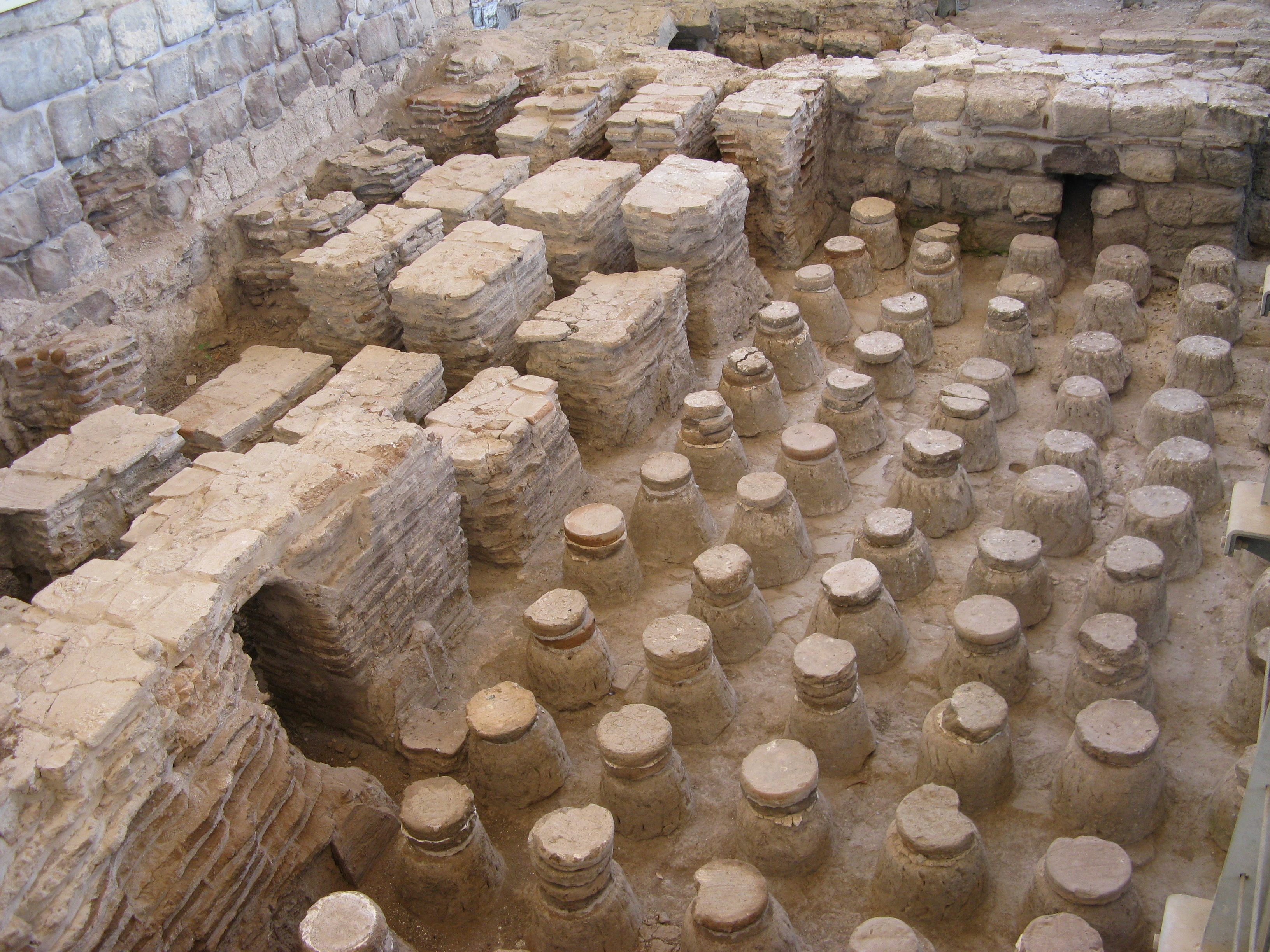
Термы Бейт-Шеана
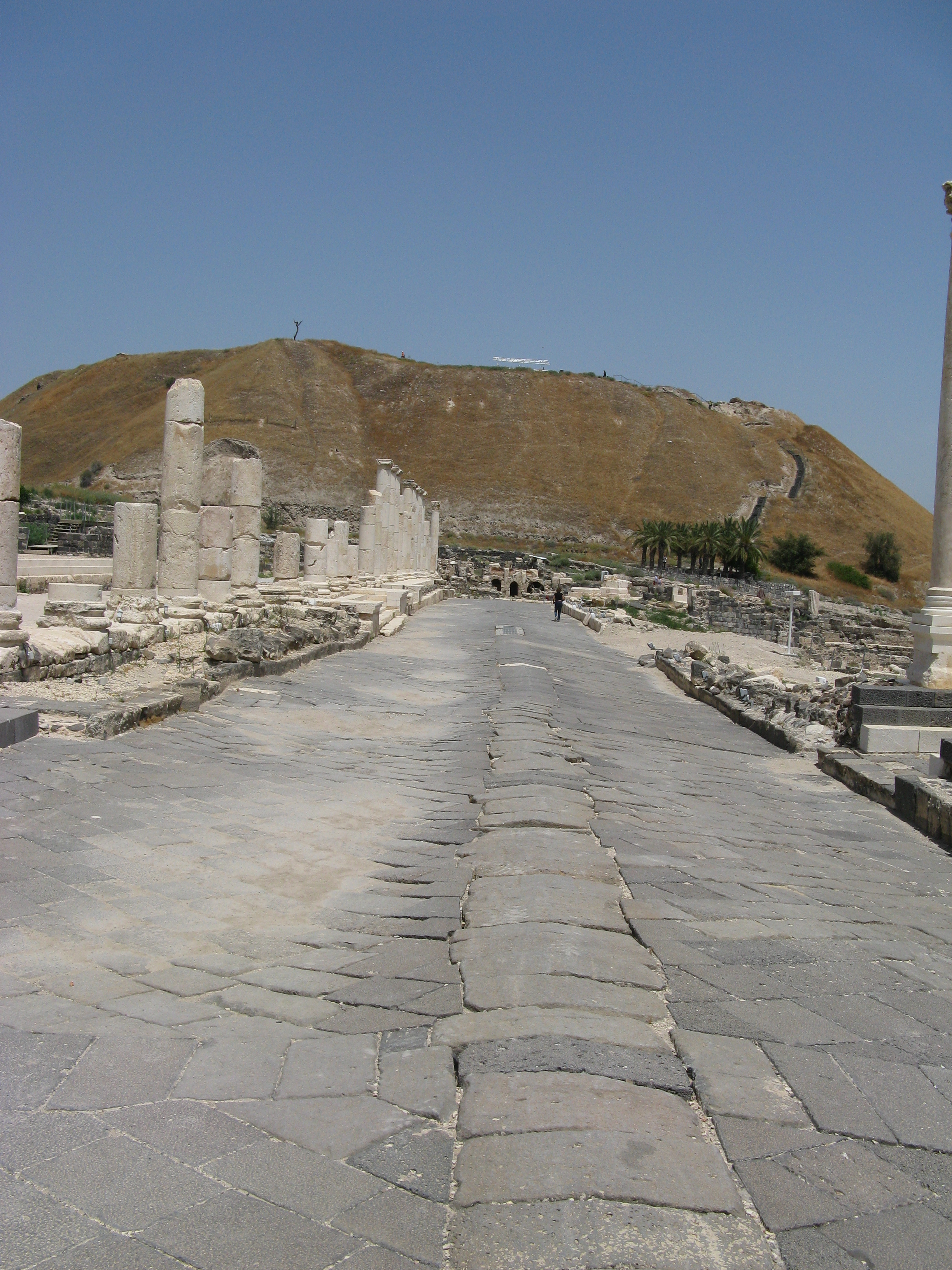
Палладиус
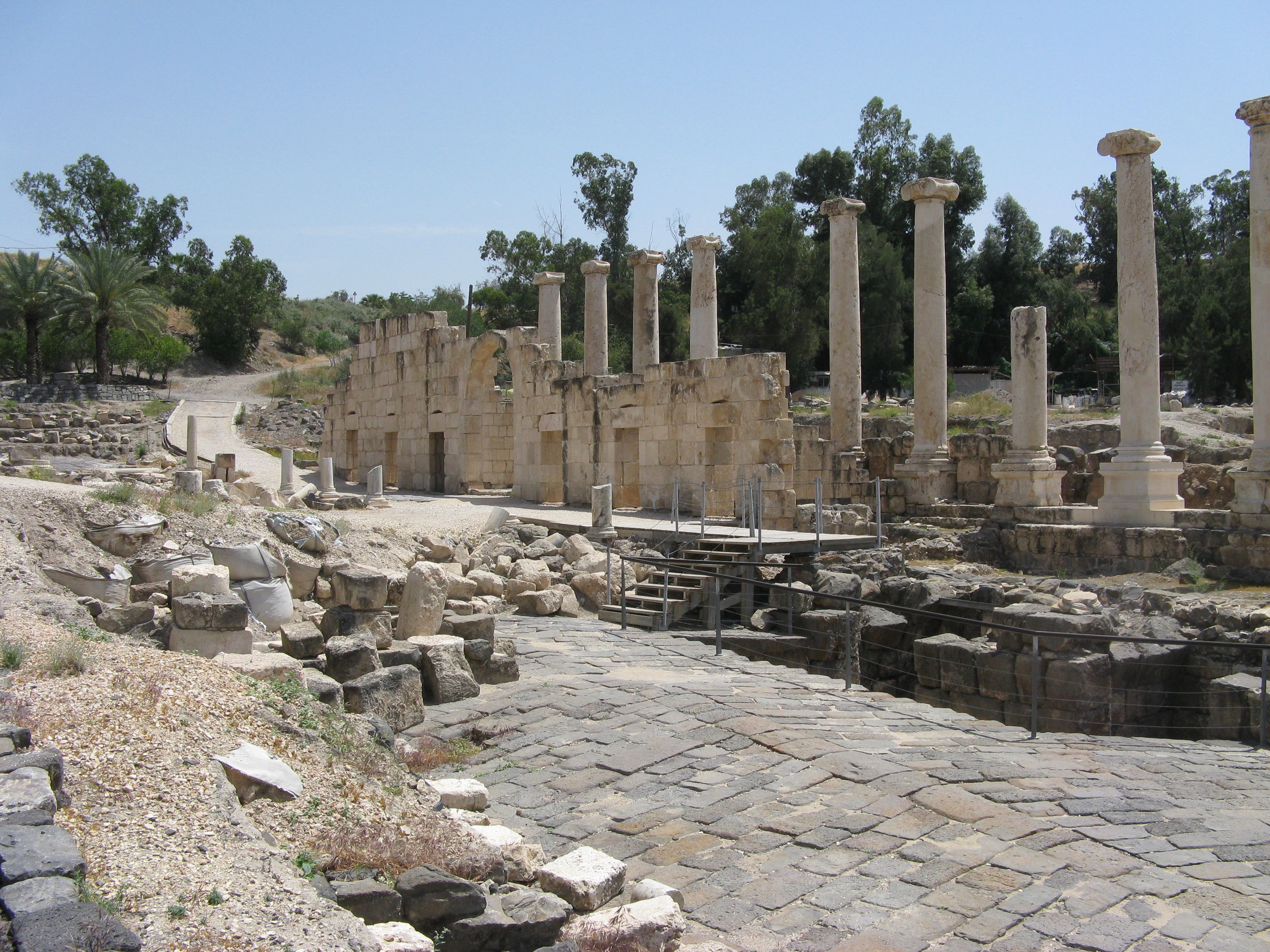
Декуманус
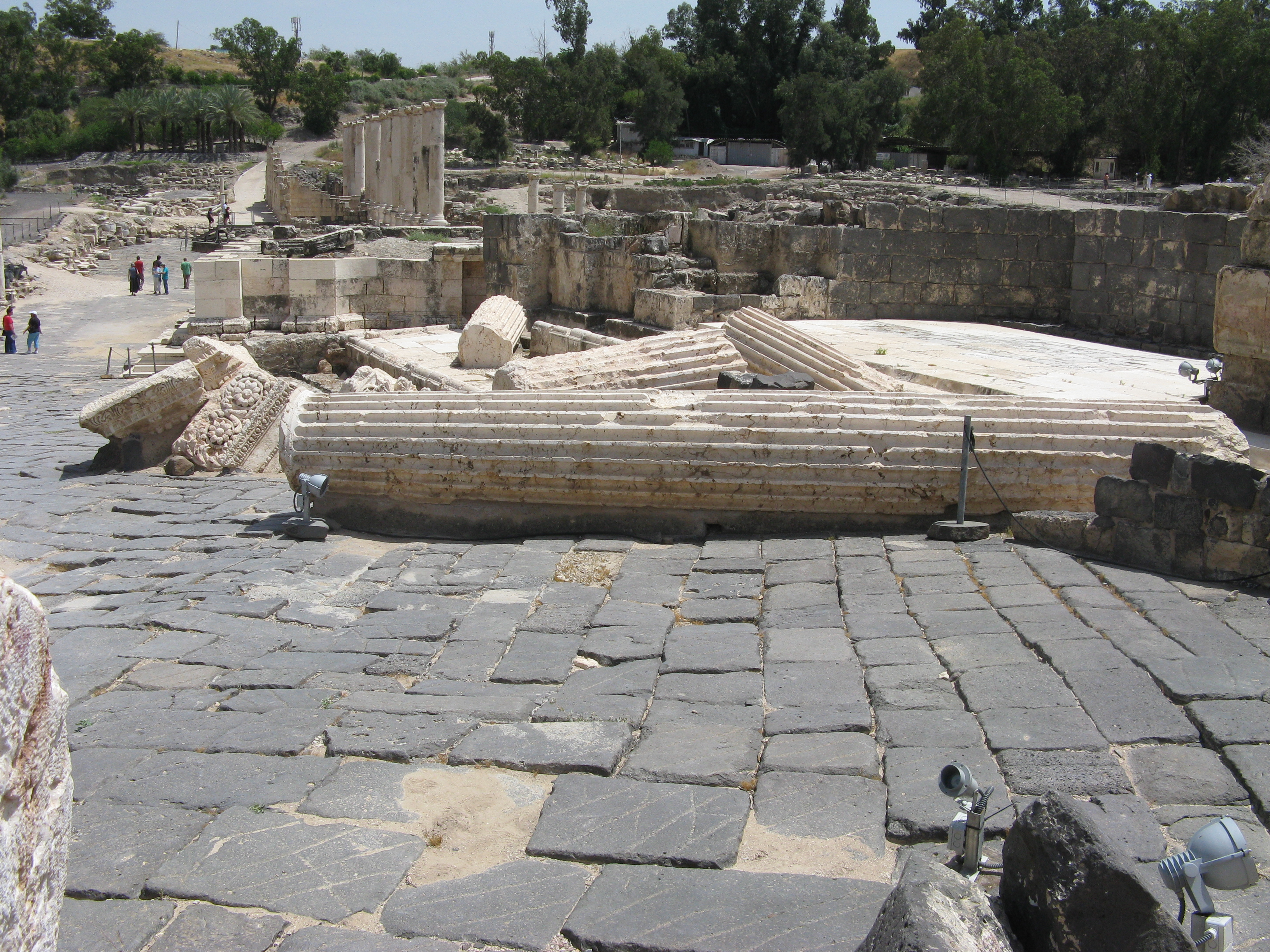
Упавшая колонна